# Александър Горчаков
Александър Михайлович Горчаков (на руски: Александр Михайлович Горчаков) е руски княз, политик (държавен канцлер и министър на външните работи) и дипломат (посланик в Австро-Унгария).

## Биография
Горчаков е роден на 16 юли 1798 г. в семейството на наследствените дворяни княз Михаил Горчаков и графиня Елена Ферзен. Завършва Царскоселския лицей. Ориентира се към дипломатическото пиприще и започва кариера през 1817 г. при граф Карл Неселроде. Секретар на руското посолство в Лондон и Рим (1822-1828). Участва в дипломатически мисии в Италия, Австро-Унгария и Германия.
Министър на външните работи на Русия (1856-1882). Държавен канцлер. Близък сътрудник на император Александър II. В дипломацията залага на руско-германския съюз. Неизменен участник в т.нар. Европейски концерт. Участва активно в събитията, свързани с Френско-пруската война (1870-1871) и Обединението на Германия.
На Лондонската конференция през 1871 г. успява да постигне отменяне на някои от най-тежките за Русия клаузи на Парижкия мирен договор от 1856 г.
Княз Горчаков осъществява дипломатическата подготовка на Руско-турската война (1877–1878) г., като осигурява неутралитета на големите европейски държави.
По време на Берлинския конгрес през 1878 г. ръководи руската делегация. След подписването на Берлинския договор (1878) постепенно се оттегля от дипломацията и политиката. Кавалер на най-висшия руски Орден „Свети Андрей Первозваний“.
За руската профренска позиция на конгреса  той е упрекнат от Московския славянски комитет, че е предал интересите на българите. Сред най-видните постоянни критици на външната му политика са Иван Аксаков, Константин Победоносцев, писателят Фьодор Достоевски и императрица Мария Александровна. Известен е с подигравателните подмятания по негов адрес в руската преса, че е „щастливец от първия ден“.
Предходно преди Лондонската конференция (1871) с решаващата подкрепа на Горчаков е решена продажбата на Аляска.